# Ledra cordata
Ledra cordata är en insektsart som beskrevs av Cai och Meng 1991. Ledra cordata ingår i släktet Ledra och familjen dvärgstritar. Inga underarter finns listade i Catalogue of Life.